# Peter Hrubina
Peter Hrubina (* 30. prosince 1980 Prievidza) je bývalý slovenský záložník a mládežnický reprezentant Slovenské republiky.

## Hráčská kariéra
Začínal v šesti letech v Baníku Prievidza. Ve slovenské lize debutoval v posledním kole ročníku 1996/97 ve věku 16 let a 163 dní, čímž se stal do té doby nejmladším hráčem, který se objevil v nejvyšší soutěži Slovenské republiky (od sezony 1993/94). Tento zápas se hrál ve středu 11. června 1997 v Prešově a domácí Tatran v něm prohrál s Petrimexem Prievidza 2:3 (poločas 1:0). Za Prievidzu hrál i v sezoně 1997/98. V této době byl považován za jeden z největších talentů slovenské kopané.
Zajímal se o něj bratislavský Slovan, nakonec však přestoupil do pražské Slavie. V nejvyšší soutěži České republiky hrál za Slavii Praha v jedenácti utkáních (02.08.1998–30.05.1999), aniž by skóroval. Nastupoval také za B-mužstvo Slavie Praha ve třetí lize (ČFL). Poté hrál za Duklu Banská Bystrica, Slovan Levice, Nové Zámky, a DAC Dunajská Streda. Na jaře 2002 hrál za Dolné Vestenice, kde se rozehrával po zranění.
Před příchodem do Dunajské Stredy nastupoval jako amatér v nižších francouzských soutěžích. Po odchodu z Dunajské Stredy působil v nižších soutěžích na Slovensku a v sezonách 2007/08 a 2008/09 na Kypru ve druhé a třetí lize.
Od sezony 2009/10 hrál v nižších soutěžích na jižní Moravě za TJ Sokol Podluží, TJ Palavan Bavory, FC Pálava Mikulov a TJ Sokol Tvrdonice.

### Reprezentace
Byl členem mládežnických reprezentací Slovenské republiky. Nastupoval za reprezentační výběry do 17 let a do 19 let.

### Evropské poháry
Za Slavii Praha nastoupil ve dvou utkáních Poháru UEFA v sezoně 1998/99. Odehrál po jedné minutě v obou utkáních.

### Prvoligová bilance
| Ročník              | Zápasy | Góly | Minuty | Klub                     |
| ------------------- | ------ | ---- | ------ | ------------------------ |
| I. liga 1996/97     | 1      | 0    | –      | FK Petrimex Prievidza    |
| I. liga 1997/98     | –      | –    | –      | FK Petrimex Prievidza    |
| I. liga 1998/99     | 11     | 0    | 312    | SK Slavia Praha          |
| I. liga 1999/00     | –      | –    | –      | FK Dukla Banská Bystrica |
| CELKEM I. LIGA (ČR) | 11     | 0    | 312    |                          |